# Efkan Bekiroğlu
Efkan Bekiroğlu (* 14. September 1995 in Dachau) ist ein deutsch-türkischer Fußballspieler. Der Mittelfeldspieler stand zuletzt in der Spielzeit 2022/23 beim türkischen Erstligisten Alanyaspor unter Vertrag. Davor bestritt er in der deutschen 3. Liga 58 Spiele für den TSV 1860 München.

## Karriere
Nach seinen Anfängen in der Jugend des TSV Eintracht Karlsfeld wechselte der Karlsfelder 2005 in das Nachwuchsleistungszentrum des TSV 1860 München, wo er zwei Jahre lang in der U11 und U12 spielte. 2007 verließ er das NLZ wieder und wechselte zurück zum ASV Dachau, bei dem er vier Jahre lang blieb. 2011 schloss er sich für zwei Jahre dem SC Fürstenfeldbruck an. Es folgte seine erste Saison im Herrenbereich beim Bezirksligisten Phönix München, im Anschluss wurde der Mittelfeldspieler im Sommer 2014 vom Bayernligisten FC Unterföhring verpflichtet. Bekiroğlu absolvierte 33 von 36 Saisonspielen und schoss 21 Tore.
Daraufhin wurde der Bundesligist FC Augsburg auf ihn aufmerksam und nahm ihn für seine Regionalligamannschaft unter Vertrag. Mit dieser spielte der Mittelfeldspieler, der regelmäßig Berücksichtigung fand, überwiegend um den Klassenerhalt und kam in drei Jahren in 87 Partien zum Einsatz (30 Tore, 15 Assists). An zwei Spieltagen der Bundesligasaison 2017/18 stand er des Weiteren unter Cheftrainer Manuel Baum auch zweimal im Spieltagskader. Im Sommer 2018 erfolgte die Rückkehr zu seinem Jugendverein 1860 München, der gerade in die 3. Liga aufgestiegen war, und unterschrieb einen Zweijahresvertrag. In der ersten Saison konnte sich Bekiroğlu unter Trainer Daniel Bierofka einen Stammplatz im zentralen Mittelfeld neben wechselnden Partnern erkämpfen und beendete die Spielzeit mit dem Klub auf Rang 12. In seinem zweiten Jahr bei den Sechzgern gehörte er, auch nachdem Michael Köllner den Trainerposten übernommen hatte, weiter zur Stammbesetzung, musste aber im Herbst 2019 aufgrund einer Oberschenkelverletzung drei Monate lang pausieren. Die Mannschaft schloss die Saison auf Platz 8 ab, Bekiroğlu war mit 10 Toren zweitbester Torschütze. Insgesamt erzielte er in den zwei Jahren bei den Münchner Löwen in 63 Pflichtspielen 17 Tore.
Zur Saison 2020/21 wechselte er ablösefrei in die türkische Süper Lig zu Alanyaspor. Hier kam er in drei Spielzeiten bei 79 Ligaeinsätzen auf 9 Tore. Im Sommer 2023 wurde der Vertrag aufgelöst.